# Dmitri Plavinski
Dmitri Petrovich Plavinski (en ruso: Дмитрий Петрович Плавинский) (Moscú, 28 de abril de 1937 - Moscú, 1 de septiembre de 2012) fue un artista ruso-estadounidense.
Plavinski fue miembro activo de la comunidad del arte disidente en la Unión Soviética. Dominó varios medios de las artes plásticas:  pintura, grabado y técnicas mixtas, entre otros. 
En 1956, se graduó en el departamento de teatro del Instituto de Arte en 1905. En la década de 1960, Plavinski se convirtió en uno de los fundadores del movimiento Inconformista artístico ruso.    
Los temas artísticos de Plavinski oscilaron desde los orígenes en la tierra de los prototipos de peces, reptiles y otros animales prehistóricos, a la génesis de las culturas primitivas, antiguos y tempranos estados cristianos, y la era informática del siglo XXI.
Muchas de sus obras posteriores utilizan símbolos de la ciudad de Nueva York.
El artista definió su estilo artístico como de "Simbolismo estructural", en la que la imagen unificada del mundo se divide en secuencias de símbolos sumergidos en las capas del tiempo: pasado, presente y futuro.
Debido a su producción creativa, polémica y revolucionaria, no se le permitió entrar en la Unión de Artistas de Moscú - una necesidad con el fin de "oficialmente" el trabajo como artista, vender arte, y tener un estudio bajo el mandato soviético - hasta muchos años más tarde en 1978.
Para evitar los difíciles años posteriores a la Perestroika, el artista se trasladó a Nueva York en 1992. En 2004, regresó a residir y trabajar en Moscú.
Sus obras se encuentran en las colecciones de varios museos estadounidenses, como el Museo Metropolitano de Arte y el Museo de Arte Moderno de Nueva York, así como los principales museos de Rusia y Europa.